# Sozialdemokratische Liga Mazedoniens
Die Sozialdemokratische Liga Mazedoniens (mazedonisch Социјалдемократски сојуз на Македонија Socijaldemokratski sojuz na Makedonija, SDSM) ist eine politische Partei in Nordmazedonien mit sozialdemokratischer Orientierung. Die SDSM ist Vollmitglied der Progressiven Allianz und assoziiertes Mitglied der Sozialdemokratischen Partei Europas.

## Geschichte
Die SDSM wurde am 20. April 1991 als Nachfolgepartei des Bundes der Kommunisten Mazedoniens (mazedonisch Sojuzot na Komunistite na Makedonija) gegründet.
Die SDSM regierte Nordmazedonien von 1992 bis 1998 und von 2002 bis 2006 sowie erneut seit 2017 in verschiedenen Koalitionen und war jeweils stärkste bzw. zweitstärkste Partei im Parlament. Bei den Parlamentswahlen 2006 musste die Partei eine schwere Niederlage hinnehmen und trat den Gang in die Opposition an. Auf dem Parteitag am 5. November 2006 wurde Radmila Šekerinska zur neuen Parteivorsitzenden gewählt, nachdem die Parteiführung den bisherigen Vorsitzenden Vlado Bučkovski das Misstrauen nach dem schlechten Wahlergebnis ausgesprochen hatte. Zwischen 2004 und 2009 war Branko Crvenkovski Staatspräsident Nordmazedoniens. Nachdem er bei den Präsidentschaftswahlen 2009 nicht mehr kandidierte, wurde er Parteivorsitzender der Sozialdemokraten und hatte dieses Amt bis April 2013. Bei den Parlamentswahlen 2016 verbuchte die SDSM starke Zugewinne. Ihr gelang es jedoch knapp nicht, die VMRO-DPMNE als stärkste Partei abzulösen. Nach einer schwierigen Regierungsbildung infolge der Weigerung des Staatspräsidenten Gjorge Ivanov, Zaev den Auftrag zur Regierungsbildung zu erteilen, nahm am 31. Mai 2017 eine SDSM-geführte Koalition mit zwei Albanerparteien ihre Arbeit auf und Zoran Zaev wurde zum Regierungschef gewählt.
In der Stichwahl am 5. Mai 2019 wurde Stevo Pendarovski zum neuen Staatspräsidenten gewählt.
Nach erheblichen Verlusten seiner sozialdemokratischen Partei SDSM bei der landesweiten Kommunalwahlen am 17. Oktober 2021, bei der sich Zarev und weitere Führungspolitiker der SDSM anti-bulgarischer Ressentiments aus der Kommunismuszeit bedienten, trat er – wie von ihm für diesen Fall angekündigt – am Abend der am 31. Oktober erfolgten Stichwahlen von seinen Ämtern als Ministerpräsident und Parteivorsitzender zurück. Der Rücktritt muss formell noch vom Parlament bestätigt werden. Da Zaev sein Rücktritt bis zum 8. November nicht ins Parlament einbrachte, brach die größte oppositionelle Partei, die VMRO-DPMNE ein Misstrauensvotum ein. Am Tag darauf entschied die SDSM-Parteiführung, die Rücktritte Zaevs als Ministerpräsident und Parteivorsitzender zu verschieben, um somit die Mehrheit der Partei im Parlament nicht zu gefährden.

## Parteivorsitzende
- 1991–2004: Branko Crvenkovski
- 2004–2006: Vlado Bučkovski
- 2006–2008: Radmila Šekerinska
- 2008–2009: Zoran Zaev
- 2009–2013: Branko Crvenkovski
- 2013–2021: Zoran Zaev
- seit Dezember 2021: Dimitar Kovačevski[11]